# 뮤지컬 시크릿쥬쥬 별의 보석 소원을 말해봐!
뮤지컬 시크릿쥬쥬 별의 보석 <소원을 말해봐!>는 애니메이션 시크릿쥬쥬 별의 보석을 기반으로 한 뮤지컬이다. DS뮤지컬컴퍼니에서 제작을 담당했다. 관람등급은 24개월 이상이다.

## 시놉시스
별의 보석 쥬비쥬가 사라졌다!
보물 사냥꾼 루시는 대마녀의 계략으로 쥬비쥬를 훔쳐 달아나지만 알 수 없는 힘으로 인해 쥬비쥬를 잃어버리게 된다.
쥬쥬, 신디, 스텔라는 또다시 고양이가 되어버린 테리(타로)와 함께 인간 세상에 흩어진 쥬비쥬를 찾기 시작하고, 그러던 중 시크릿 바이올린을 연주하는 신비한 소녀 로사를 만나게 된다.
루시는 대마녀로부터 받은 악당 레드나이트와 다크랜턴의 마법으로 선샤인빌을 혼란에 빠뜨리고, 신디, 스텔라, 로사를 사라지게 만든다.
홀로 남겨져 슬퍼하고 있는 쥬쥬. 이때 슬퍼하는 쥬쥬에게 어디선가 노랫소리가 들려오기 시작하는데...
화려하게 돌아온 별의 여신! 쥬쥬, 신디 스텔라의 환상적인 마법 여행!
쥬쥬는 사라진 쥬비쥬를 되찾아 인간 세계와 천상계의 질서를 지킬 수 있을 것인가!
"쥬쥬! 별의 보석 쥬비쥬를 되찾고 인간 세상과 마법 세계를 구해줘!"

## 공연 장소
개봉 취소된 공연은 취소선.
- 서울 유니버설아트센터 (2024.7.13~8.4) ※ 담당 기획사의 폐업으로 이 공연장부터만 공연하고 조기폐막되었는데, 새로운 지방공연 기획사를 찾지 못했다.
- 광주 5.18 기념문화센터 (2024.8.24~8.25)
- 부산 부산시민회관 대극장 (2024.8.31~9.1)
- 대전 한밭대학교 아트홀 (2024.9.7~9.8)
- 안산 안산문화예술의전당 (2024.9.21~9.22)
- 성남 성남아트리움 대극장 (2024.9.28~9.29)
- 대구 엑스코 오디토리움 (2024.10.26~10.27)
- 제주 한라아트홀 대극장 (2024.12.14~12.15)

## 배우 캐스팅
- 쥬쥬 - 이새나
- 신디 - 김민아
- 스텔라 - 은채현
- 로사 - 한원정
- 루시 - 정세록
- 타로 - 박혜진
- 셀레나 - 김여주
- 카이/레드나이트 - 이진수
- 앙상블 - 이나경

## 기타
기존 기획사 폐업 후 새로운 지방공연 기획사를 통한 공연을 유지하지 못하고 서울 유니버설아트센터까지만 공연을 하여 아쉬워하는 사람들이 많은 편이다.
이 뮤지컬이 다시 개봉하는지는 불명이다. 기획사에서도 해당 뮤지컬의 재개봉을 포기한 것으로 보인다.